# ニッコー (兵庫県の企業)
株式会社ニッコー（英文名 NIKKO Corporation）は、日本の四輪車、二輪車の部品メーカーであり、二輪車の錠前メーカー。主な製造品目は、ホーン、ブザー、マリンホーン、錠前、盗難警報装置、乾電池応用商品。

## 概要
- 代表者: 代表取締役 藤井 勝和（ふじい まさかず）
- 所在地: 兵庫県丹波篠山市今田町木津松山293-3
- 資本金: 8000万円
- 2006年6月 - JQA品質マネジメントシステム (ISO9001:2000) 認証取得 (JQA-QMA12829)
- 2007年3月 - JQA環境マネジメントシステム (ISO14001:2004) 認証取得 (JQA-EM5747)

## 沿革
- 1954年（昭和29年） - ニッコー金属工業株式会社として大阪市西淀川区に設立[1]。
- 1992年（平成4年） - 兵庫県多紀郡（現在の丹波篠山市）に工場移転。株式会社ニッコーに商号変更[1]。
- 2021年（令和3年） - 本店を大阪市西淀川区千舟1丁目1番23号から兵庫県丹波篠山市今田町木津松山293番地の3に変更[2]